# Ectopatria ochroleuca
Ectopatria ochroleuca là một loài bướm đêm thuộc họ Noctuidae. Nó được tìm thấy ở New South Wales và Tây Úc.